# Guilad Zuckermann
Guilad Zuckermann (hebreu: גלעד צוקרמן)  (Guiv'atayim i Tel-Aviv, 1 de juny de 1971) és un lingüista i filòleg israelià, especialista en revitalització lingüística, contacte de llengües, lexicologia i neologia. Zuckermann és un professor de lingüística a la Universitat d'Adelaida (Austràlia).

## Obra
- Revivalistics: From the Genesis of Israeli to Language Reclamation in Australia and Beyond.  Oxford UP, 2020. ISBN 978-0199812790.
- Language Contact and Lexical Enrichment in Israeli Hebrew.  Palgrave Macmillan, 2004. ISBN 978-1-4039-3869-5.
- Israelit Safa Yafa (Israeli – A Beautiful Language).  Tel-Aviv: Am Oved, 2008. ISBN 978-965-13-1963-1.
- Engaging – A Guide to Interacting Respectfully and Reciprocally with Aboriginal and Torres Strait Islander People, and their Arts Practices and Intellectual roperty, 2015.
- Dictionary of the Barngarla Aboriginal Language of Eyre Peninsula, South Australia, 2018.
- Jewish Language Contact (Special Issue of the International Journal of the Sociology of Language 226), 2014.

## Filmografia
- Fry's Planet Word
- Linguicide
- Interview with Prof. Ghil'ad Zuckermann
- Language Revival: Securing the Future of Endangered Languages